# Брукфілд (Нью-Гемпшир)
Брукфілд (англ. Brookfield) — місто (англ. town) в США, в окрузі Керролл штату Нью-Гемпшир. Населення — 755 осіб (2020).

## Демографія
Згідно з переписом 2010 року, у місті мешкало 712 осіб у 292 домогосподарствах у складі 212 родин. Було 338 помешкань
Расовий склад населення:
| - 97,8 % — білих - 0,7 % — корінних американців |

До двох чи більше рас належало 1,4 %. Частка іспаномовних становила 0,7 % від усіх жителів.
За віковим діапазоном населення розподілялося таким чином: 19,2 % — особи молодші 18 років, 62,1 % — особи у віці 18—64 років, 18,7 % — особи у віці 65 років та старші. Медіана віку мешканця становила 48,2 року. На 100 осіб жіночої статі у місті припадало 107,0 чоловіків;  на 100 жінок у віці від 18 років та старших — 101,8 чоловіків також старших 18 років.
Середній дохід на одне домашнє господарство  становив 99 829 доларів США (медіана — 82 045), а середній дохід на одну сім'ю — 106 725 доларів (медіана — 88 281). Медіана доходів становила 70 781 долар для чоловіків та 51 563 долари для жінок. За межею бідності перебувало 1,0 % осіб, у тому числі 0,0 % дітей у віці до 18 років та 0,0 % осіб у віці 65 років та старших.
Цивільне працевлаштоване населення становило 426 осіб. Основні галузі зайнятості: освіта, охорона здоров'я та соціальна допомога — 32,4 %, роздрібна торгівля — 14,1 %, виробництво — 12,2 %.